# روبن كول
روبن كول (بالإنجليزية: Robin Cole)‏ هو لاعب كرة قدم أمريكية أمريكي، ولد في 11 سبتمبر 1955 في لوس أنجلوس في الولايات المتحدة.

## وصلات خارجية
- روبن كول على موقع مرجع كرة القدم المحترفة.كوم (الإنجليزية)
- روبن كول على موقع JustSportsStats.com (الإنجليزية)
- روبن كول على موقع قاعة نيو مكسيكو للمشاهير الرياضية (الإنجليزية)